# Eyes of the Universe
Eyes of the Universe è il decimo album della band rock britannica Barclay James Harvest, pubblicato nel 1979.

## Formazione
- John Lees / voce, chitarra, tastiera
- Les Holroyd / voce, basso, chitarra, tastiera
- Mel Pritchard / batteria
- Alan Fawkes / sassofono
- Kevin McAlea / tastiera

## Tracce
1. Love On The Line (4:40)
2. Alright Down Get Boogie (3:57)
3. The Song (They Love To Sing) (6:04)
4. Skin Flicks (6:51)
5. Sperratus (5:00)
6. Rock 'N' Roll Lady (4:27)
7. Capricorn (4:33)
8. Play To The World (7:02)

## Tracce edizione rimasterizzata 2006
1. Love On The Line (4:40)
2. Alright Down Get Boogie (3:57)
3. The Song (They Love To Sing) (6:04)
4. Skin Flicks (6:51)
5. Sperratus (5:00)
6. Rock 'N' Roll Lady (4:27)
7. Capricorn (4:33)
8. Play To The World (7:02)
9. Sperratus (previously unreleased single edit)
10. Rock 'N' Roll Lady (previously unreleased single edit)
11. Capricorn (single edit)
12. Play To The World (previously unreleased single edit)